# Slave to Sirens
Slave to Sirens ist die erste rein weibliche libanesische Thrash-Metal-Band. Alle ursprünglichen Bandmitglieder stammen aus Beirut.

## Geschichte
Die beiden Gründerinnen der Band, Lilas Mayassi und Shery Bechara, lernten sich 2015 im Alter von 19 Jahren bei einer Demonstration gegen die damalige Müllkrise in Beirut kennen. Beide interessierten sich für Thrash Metal. Mayassi schilderte später, dass sie besonders das diffizile Gitarrenspiel an dieser Musikrichtung spannend fand. Bechara fühlte sich von der Schnelligkeit und dem aggressiven Gesangsstil des Genres angesprochen. Beide mochten die wütenden und politischen Texte, die typisch für Thrash Metal sind. Außerdem verband beide Musikerinnen, dass sie eine Gibson Flying V spielten. Mayassi und Bechara beschlossen, eine rein weibliche Metal-Band zu gründen – etwas, dass es im Libanon bis dahin nicht gab. Als Gründungsmitglieder stiegen Alma Doumani (Bass), Tatyana Boughaba (Schlagzeug) und Maya Khairallah (Komposition, Gesang) ein. Alle Musikerinnen hatten zuvor schon Erfahrungen in gemischten Bands gemacht. Als eine der Bands, die Slave to Sirens beeinflusst hat, wird Coroner genannt. Mit ihren Texten versucht die Gruppe Frauen zu stärken und kritisiert gesellschaftliche Missstände wie z. B. Korruption.
Der Name „Slave to Sirens“ steht laut Mayassi dafür, dass alle Menschen Sklaven seien, „Sklaven des Geldes, des Kriegs, oder der Gesellschaft. Wir alle versuchen etwas in uns [damit] zu entfliehen.“ In der kleinen Metal-Szene von Beirut wurde die neue Band laut Aussage von Mayassi und Bechara gut angenommen. Trotzdem war es für die Band schwierig, Auftritte an Land zu ziehen: Die meisten Veranstalter lehnten es ab, Metalbands zu buchen, weil sie Beschwerden der Nachbarn fürchteten. Außerdem stehen im Libanon selten Musikanlagen zur Verfügung, die die für Thrash Metal nötigen Lautstärken erzeugen können. Labels und Produzenten begegnen dem Genre oft mit Unverständnis.
2018 spielte die Band ihre ersten Konzerte, u. a. im Vorprogramm von Destruction. „Die Leute kamen und sahen uns an, als ob wir Außerirdische wären. Sie dachten, wir wären eine Gruppe von Drogensüchtigen oder Teufelsanbetern“, berichtete Lilas Mayassi damals im Gespräch mit der dpa. Im selben Jahr brachten  Slave to Sirens ihre erste EP, Terminal Leeches, heraus. Um ein größeres Publikum zu erreichen, sind die Texte der Stücke auf Englisch verfasst.
Nachdem im Musikmagazin Revolver ein positiver Artikel über die Band erschien, wurden Slave to Sirens 2019 auf das Glastonbury Festival eingeladen. Dieser Auftritt wurde in dem Dokumentarfilm Sirens von Rita Baghdadi festgehalten. Im selben Jahr spielte die Gruppe auch auf dem Wacken Open Air.
Später stiegen Schlagzeugerin und Sängerin aus der Band aus. Stand 2024 wird der Gesang von Anita To’th übernommen. Für die Aufnahmen des im selben Jahr veröffentlichten ersten Albums half Inge van der Zon am Schlagzeug aus.

## Diskografie

### LP
- 2024: Echoes of Silence

### EPs
- 2018: Terminal Leeches

### Singles
- 2022: Salomé
- 2023: Extinguish the Sun[9]

## Film
- Sirens. Dokumentarfilm, USA, 2022, 79 Min., Regie: Rita Baghdadi[10]